# Ibajay
Ibajay es un municipio filipino de tercera clase, perteneciente a la provincia de Aclán, en las Bisayas Occidentales.

## Geografía
El municipio está bañado por el río Ibajay, del que tomó el nombre.

## Historia
Hacia mediados del siglo XIX, el lugar, por entonces perteneciente a la provincia de Cápiz, tenía contabilizada una población de 13 813 habitantes, repartidos en 1828 casas. Aparece descrito en el segundo volumen del Diccionario geográfico, estadístico, histórico de las Islas Filipinas (1850) de Manuel Buzeta Núñez y Felipe Bravo con las siguientes palabras:

IBAJAY: pueblo con cura y gobernadorcillo; encabeza en lo ecl. las visitas de Vuranga. Se halla en la isla de Panay, prov. de Capiz, dióc. de Cebú; sit. en los 125° 36' long., 11° 40' lat., como 3 leg. tierra adentro de la punta de Potol que descuella en la costa N. de la isla, en terreno llano, resguardado de los vientos del S. O. opr los montes que separan esta prov. de la de Antique; á la orilla de un r. llamado Ibahay que fue su denominante, y no lejos de la barra del mar: disfruta buena ventilacion, y su clima es templado y saludable. En lo antiguo tuvo su asiento en la misma punta de Potol y tenia por visitas las islas de Romblon, Tablas y Sabuyan, de modo que su parroquia administraba mas de dos mil tributantes. Las irrupciones de los piratas joloanos y de Mindanao trabajaban tanto esta pobl., que la obligaron á internarse y ocupar su sit. actual. En el dia tiene como unas 1,828 casas, en general de sencilla construccion, distinguiéndose la parroquial y la de comunidad, llamada tambien tribunal ó de justicia, donde se halla la cárcel. Hay escuela de primeras letras, dotada de los fondos de comunidad; la igl. parr. es de buena fábrica; su administracion perteneció a los PP. misioneros Agustinos Calzados hasta el año 1614 en que se les pidió el arz. de Cebú y desde entonces se halla servida por un cura secular; su titular es S. Pedro apóstol: próximo á esta se halla el cementerio, bastante bien situado, muy capaz y de buena ventilacion. Se comunica este pueblo con sus limítrofes por medio de caminos regulares, y recibe de Capiz, cab. de la prov., el correo tanto de dentro como de fuera de la isla en dias indeterminados. El term. confina por N. con el mar; por S. E. con Tangalit; por E. con el de Malmao, y por O. con la prov. de Antique. El terreno es llano escepto por la parte de su confin occidental que es montuoso, y en sus bosques se crian escelentes maderas; búfalos, jabalíes, venados, gallos, tórtolas, ect. mucha miel, cera y algalia. El progeso de la civilizacion fue bastante tardo en estos montes y la reduccion de sus naturales costó mucho trabajo particularmente á los PP. Fr. Manuel de Sigüenza, Fr. Alonso de Méntrida, Fr. Juan de Medina y últimamente un principal del pueblo de Batang llamado el Maestre de Campo D. Nicolás Parohinog á quien se premió consignándole algunos tributarios por via de encomienda. Es notable el r. llamado Panacuya por la bondad de sus aguas, particularmente para los que padecen afecciones sifilíticas. Siguiendo la playa hácia la punta de Potol, se halla otro r. llamado Tuyas que dió nombre á una visita: aun hay otros varios r. En la punta de Potol se coje mucho ambar por ser punto muy combatido del mar. En el terreno reducido á cultivo las principales prod. son arroz, maiz, tabaco, caña dulce, algodon, cacao, pimientos, ajonjoli, abacá y varias clases de frutas. ind.: la agrícola, la fabricacion de algunas telas de algodon y abacá, la caza y la pesca. comercio: este se reduce á la esportacion del sobrante de sus prod., y á la importancio de algunos artículos de los que se carece. pobl. 13,813 alm., 1,657 ½ trib., que ascienden á 16,575 rs. plata, equivalentes á 43,937 ½ rs. vn.
(Buzeta y Bravo, 1851, p. 81)

En 2020, tenía censados 52 364 habitantes.